# Idiocerus yanonis
Idiocerus yanonis är en insektsart som beskrevs av Matsumura 1912. Idiocerus yanonis ingår i släktet Idiocerus och familjen dvärgstritar. Inga underarter finns listade i Catalogue of Life.